# Bulbophyllum machupicchuense
Bulbophyllum machupicchuense é uma espécie de orquídea (família Orchidaceae) pertencente ao gênero Bulbophyllum. Foi descrita por David Edward Bennett e Eric Alston Christenson em 2001.